# Mikayla Harvey
Mikayla Harvey (7 settembre 1998) è una ciclista su strada neozelandese che corre per il Team SD Worx-Protime. Attiva in formazioni UCI dal 2017, ha vinto la classifica giovani al Giro d'Italia 2020.

## Palmarès

### Strada
- 2015 (Juniores)

Campionati neozelandesi, Prova in linea Junior
- 2016 (Juniores)

Campionati oceaniani, Prova a cronometro Junior
- 2017 (Team Illuminate, una vittoria)

Campionati neozelandesi, Prova a cronometro Under-23
- 2018 (Team Illuminate, due vittorie)

Campionati oceaniani, Prova a cronometro Under-23
Campionati oceaniani, Prova in linea Under-23
- 2019 (Bigla Pro Cycling, una vittoria)

3ª tappa Tour de Bretagne (Plédran > Plédran, cronometro)

#### Altri successi
- 2020 (Équipe Paule Ka)

Classifica giovani Giro d'Italia
- 2021 (Canyon-SRAM Racing)

Classifica giovani Tour de Suisse

## Piazzamenti

### Grandi Giri
- Giro d'Italia

2019: 32ª
2020: 5ª
2021: 27ª
2022: 20ª
2023: 68ª
- Tour de France

2024: 82ª
- Vuelta a España

2023: 48ª
2024: 49ª

### Competizioni mondiali
- Campionati del mondo

Richmond 2015 - In linea Junior: 56ª
Doha 2016 - Cronometro Junior: 31ª
Doha 2016 - In linea Junior: 28ª
Innsbruck 2018 - Cronometro Elite: ritirata
Innsbruck 2018 - In linea Elite: ritirata
Yorkshire 2019 - In linea Elite: ritirata
Imola 2020 - Cronometro Elite: 20ª
Imola 2020 - In linea Elite: 22ª
Wollongong 2022 - In linea Elite: ritirata